# Marasmius crinis-equi
Marasmius crinis-equi är en svampart som beskrevs av F. Muell. ex Kalchbr. 1880. Marasmius crinis-equi ingår i släktet Marasmius och familjen Marasmiaceae.   Inga underarter finns listade i Catalogue of Life.